# Tatsuro Taira
Pour les articles homonymes, voir Taira (homonymie).
Tatsuro Taira (平良 達郎, Taira Tatsurō), né le 27 janvier 2000 à Naha (Japon), est un pratiquant japonais d'arts martiaux mixtes (MMA). Il combat actuellement dans la catégorie des poids mouches de l'Ultimate Fighting Championship (UFC). Il est le premier et le seul combattant né dans les années 2000 à avoir participé à un événement principal de l'UFC et à l'avoir remporté.

## Biographie
Tatsuro Taira naît le 27 janvier 2000 à Naha, dans la préfecture d'Okinawa, sur l'île de Kyūshū, au Japon. Il commence à jouer au baseball en troisième année d'enseignement primaire. N'étant pas passionné par ce sport, il décide de faire une pause au collège dans ses activités de club. Influencé par son frère aîné qui apprenait le kick-boxing au Palaestra Okinawa, il commence à fréquenter le gymnase en première année de lycée et s'entraîne aux arts martiaux mixtes (MMA) sous la direction de Ryota Matsune.
En 2017, il remporte le 11e tournoi du championnat amateur de Shooto de Kyushu et le 24e tournoi du championnat amateur de Shooto de tout le Japon. Il est promu aux rangs professionnels avec un bilan de dix victoires en dix combats amateurs de Shooto. Il cite l'Équatorien Marlon Vera comme son combattant préféré. Par la suite, ce dernier lui a envoyé un message en japonais lui disant « Merci ». Il est surnommé Supernova.

## Carrière dans les arts martiaux mixtes

### Débuts (2018-2021)
Le 3 août 2018, il affronte le Japonais Yo Otake à Tokyo, au Japon, et remporte le combat par soumission lors de la première reprise. Le 25 novembre 2018, il affronte le Japonais Ryo Oyakawa à Okinawa, au Japon, et remporte le combat par soumission lors de la première reprise.
Le 8 juin 2019, il affronte le Japonais Yuto Sekiguchi à Tokyo, au Japon, et remporte le combat par décision unanime. Le 22 septembre 2019, il affronte le Japonais Takahiro Kohori à Osaka, au Japon, et remporte le combat par KO technique lors de la première reprise. Le 3 novembre 2019, il affronte le Japonais Yamato Takagi à Okinawa, au Japon, et remporte le combat par KO technique lors de la deuxième reprise.
Le 26 janvier 2020, il affronte le Philippin Jared Almazan à Tokyo, au Japon, et remporte le combat par KO technique lors de la deuxième reprise. Le 23 novembre 2020, il affronte le Japonais Kiyotaka Shimizu à Tokyo, au Japon, et remporte le combat par décision unanime.
Le 20 mars 2021, il affronte le Japonais Yoshiro Maeda à Tokyo, au Japon, et remporte le combat par soumission technique lors de la première reprise. Le 4 juillet 2021, il affronte le Japonais Ryuya Fukuda à Osaka, au Japon, et remporte le combat par soumission lors de la première reprise. Le 6 novembre 2021, il affronte le Chilien Alfredo Muaiad à Tokyo, au Japon, et remporte le combat par soumission lors de la première reprise.

### Ultimate Fighting Championship (2022-)
Le 14 mai 2022, il affronte l'Américain Carlos Candelario à Las Vegas, dans le Nevada, et remporte le combat par décision unanime (30-26, 30-27, 30-27). Le 15 octobre 2022, il affronte l'Américain C.J. Vergara à Las Vegas, dans le Nevada, et remporte le combat par soumission lors de la deuxième reprise. Sa prestation est désignée Performance de la soirée.
Le 4 février 2023, il affronte le Mexicain Jesús Santos Aguilar à Las Vegas, dans le Nevada, et remporte le combat par soumission lors de la première reprise. Sa prestation est désignée Performance de la soirée. Le 8 juillet 2023, il affronte le Mexicain Edgar Cháirez à Las Vegas, dans le Nevada, et remporte le combat par décision unanime (29-27, 29-27, 29-27). Le 9 décembre 2023, il affronte l'Américain Carlos Hernandez à Las Vegas, dans le Nevada, et remporte le combat par KO technique lors de la deuxième reprise.
Le 15 juin 2024, il affronte l'Américain Alex Perez à Las Vegas, dans le Nevada, et remporte le combat par KO technique lors de la deuxième reprise à la suite d'une blessure au genou de son adversaire. Sa prestation est désignée Performance de la soirée. Le 12 octobre 2024, il affronte l'Américain Brandon Royval à Las Vegas, dans le Nevada, et perd le combat par décision partagée (47-48, 48-47, 48-47). Sa prestation est désignée Combat de la soirée.
Le 2 août 2025, il affronte le Sud-Coréen Park Hyun-sung à Las Vegas, dans le Nevada, et remporte le combat par soumission.

## Palmarès en arts martiaux mixtes

### Distinctions
- Ultimate Fighting Championship
  - Performance de la soirée (× 3) : face à C.J. Vergara, Jesús Santos Aguilar et Alex Perez[14],[16],[20].
  - Combat de la soirée (× 1) : face à Brandon Royval[22].

| 18 combats     | 17 victoires | 1 défaites |
| Par KO         | 5            | 0          |
| Par soumission | 8            | 0          |
| Sur décision   | 4            | 1          |

| Résultat | Record | Adversaire           | Méthode                 | Événement                           | Date              | Round | Temps | Lieu              | Notes                     |
| -------- | ------ | -------------------- | ----------------------- | ----------------------------------- | ----------------- | ----- | ----- | ----------------- | ------------------------- |
| Victoire | 17-1   | Park Hyun-sung       | Soumission              | UFC sur ESPN : Taira contre Park    | 2 août 2025       | 2     | 1:06  | Las Vegas, Nevada |                           |
| Défaite  | 16-1   | Brandon Royval       | Décision partagée       | UFC Fight Night: Royval vs. Taira   | 12 octobre 2024   | 5     | 5:00  | Las Vegas, Nevada | Combat de la soirée.      |
| Victoire | 16-0   | Alex Perez           | TKO (blessure au genou) | UFC on ESPN: Perez vs. Taira        | 15 juin 2024      | 2     | 2:59  | Las Vegas, Nevada | Performance de la soirée. |
| Victoire | 15-0   | Carlos Hernandez     | TKO (coups de poing)    | UFC Fight Night: Song vs. Gutiérrez | 9 décembre 2023   | 2     | 0:55  | Las Vegas, Nevada |                           |
| Victoire | 14-0   | Edgar Cháirez        | Décision unanime        | UFC 290                             | 8 juillet 2023    | 3     | 5:00  | Las Vegas, Nevada |                           |
| Victoire | 13-0   | Jesús Santos Aguilar | Soumission              | UFC Fight Night: Lewis vs. Spivac   | 4 février 2023    | 1     | 4:20  | Las Vegas, Nevada | Performance de la soirée. |
| Victoire | 12-0   | C.J. Vergara         | Soumission              | UFC Fight Night: Grasso vs. Araújo  | 15 octobre 2022   | 2     | 4:19  | Las Vegas, Nevada | Performance de la soirée. |
| Victoire | 11-0   | Carlos Candelario    | Décision unanime        | UFC on ESPN: Błachowicz vs. Rakić   | 14 mai 2022       | 3     | 5:00  | Las Vegas, Nevada |                           |
| Victoire | 10-0   | Alfredo Muaiad       | Soumission              | Vale Tudo Japan 2021                | 6 novembre 2021   | 1     | 4:12  | Tokyo, Japon      |                           |
| Victoire | 9-0    | Ryuya Fukuda         | Soumission              | Shooto: 2021 Vol. 4                 | 4 juillet 2021    | 1     | 4:31  | Osaka, Japon      | Retour en poids mouches.  |
| Victoire | 8-0    | Yoshiro Maeda        | Soumission technique    | Shooto: 2021 Vol. 2                 | 20 mars 2021      | 1     | 1:01  | Tokyo, Japon      |                           |
| Victoire | 7-0    | Kiyotaka Shimizu     | Décision unanime        | Shooto: 2020 Vol. 7                 | 23 novembre 2020  | 3     | 5:00  | Tokyo, Japon      | Début en poids coqs.      |
| Victoire | 6-0    | Jared Almazan        | TKO (coups de poing)    | Shooto: 2020 in Korakuen Hall       | 26 janvier 2020   | 2     | 0:19  | Tokyo, Japon      |                           |
| Victoire | 5-0    | Yamato Takagi        | TKO (coups de poing)    | Shooto: The Shooto Okinawa Vol. 2   | 3 novembre 2019   | 2     | 4:40  | Okinawa, Japon    |                           |
| Victoire | 4-0    | Takahiro Kohori      | TKO (coups de poing)    | Shooto: Border Season 11 the 3rd    | 22 septembre 2019 | 1     | 1:00  | Osaka, Japon      | Retour en poids mouches.  |
| Victoire | 3-0    | Yuto Sekiguchi       | Décision unanime        | Shooto: Gig Tokyo 27                | 8 juin 2019       | 2     | 5:00  | Tokyo, Japon      | Début en poids pailles.   |
| Victoire | 2-0    | Ryo Oyakawa          | Soumission              | Shooto: The Shooto Okinawa Vol. 1   | 25 novembre 2018  | 1     | 3:24  | Okinawa, Japon    |                           |
| Victoire | 1-0    | Yo Otake             | Soumission              | Shooto: This Is Shooto Vol. 2       | 3 août 2018       | 1     | 2:46  | Tokyo, Japon      | Début en poids mouches.   |